# O Prisioneiro da Grade de Ferro (Autorretratos)
O Prisioneiro da Grade de Ferro (Autorretratos) é um premiado documentário brasileiro de 2003, dirigido por Paulo Sacramento.  O título do filme é uma referência direta ao livro homônimo de Percival de Souza, sobre a realidade interna das prisões brasileiras. 

## Sinopse
A partir de relatos de presos, o filme discute o sistema carcerário brasileiro, tendo como cenário a Casa de Detenção do Carandiru, um ano antes de sua demolição. O documentário resultou de uma oficina de vídeo e som, realizada durante sete meses, na Casa de Detenção, quando 20 detentos, autorizados pela direção do estabelecimento penal, aprenderam técnicas de captação de imagens, sons e roteirização para cinema. A equipe de produção do filme era integrada também por profissionais de cinema. Embora nem todas as imagens tenham sido captadas pelos presos, e  o processo de montagem tenha ficado a cargo dos realizadores, em boa parte do tempo, a câmera esteve nas mãos dos próprios detentos, que registraram, de forma clara e direta, seu cotidiano e as estratégias de sobrevivência - muitas vezes inusitadas e criativas - adotadas para manter sua integridade física e psíquica, na prisão. Ao mesmo tempo, são expostas as mazelas do sistema carcerário e do sistema penal como um todo, bem como a constante violação de direitos constitucionais básicos a que são submetidos os indivíduos presos.
Segundo o realizador,  Paulo Sacramento, seu interesse por esses indivíduos destituídos do direito à liberdade surgiu a partir da abordagem superficial e sensacionalista, adotada pela mídia, para tratar os assuntos referentes à Casa de Detenção. Ao representar a vida dos presos, o diretor não pretende reduzi-los à posição de vítimas mas dar-lhes voz, com a menor mediação possível, proporcionando-lhes assim exercitar o direito de elaborar as  próprias representações - de si mesmos e da realidade.  Entendendo o conceito de cidadania como o direito a ter direitos, o realizador oferece a cada um dos autorretratados, a possibilidade de se apresentar como algo diverso do usual estereótipo desumanizante. Nas palavras de William da Silva Lima (1942-2019), um dos criadores do Comando Vermelho:

"Somos simplesmente assaltantes. Ou estelionatários. Ou homicidas. Entre os direitos que perdemos, se encontra o de sermos conhecidos pela totalidade das nossas ações, boas e más, como qualquer ser humano. O ato criminoso - o único devidamente divulgado e reproduzido nas fichas - define tudo o que somos, resumindo, de forma mágica, passado, presente e futuro." 

## Prêmios
O filme obteve os seguintes prêmios:
- Prêmio da Crítica: Melhor Documentário Longa Metragem em 35mm" do 31º Festival de Gramado (2003)
- Melhor Documentário: Competição Nacional e Internacional do Festival É Tudo Verdade (2003)[5]
- Prêmio Especial do Júri do Festival do Rio (2003)
- Menção Honrosa do júri Festival Internacional de Cinema do  Uruguai (2004)
- Melhor Documentário do 7º Festival de Málaga (Espanha), recebendo o troféu Biznaga de Plata e um prêmio de 12 mil euros.
- Melhor Documentário - Opera Prima, no  8º Festival Internacional Latino-Americano de Cinema de Los Angeles
- Melhor longa-metragem no 18º Festival Internacional de Cinema de Leeds (Inglaterra)
- Melhor Diretor estreante em longa-metragem concedido pela APCA -Associação Paulista dos Críticos de Arte (2004)
- Melhor Diretor de Documentário - Opera Prima - no Tribeca Film Festival, EUA (2004)
- Menção Especial no Future Filme Festival - Digital Award.  Festival de Veneza, Itália  (2003)
- Medalha de Prata no Filmmaker Doc Film Festival, Milão, Itália  (2003)